# 杜明洋
杜明洋（1993年1月20日—），是一名中国足球运动员，现在效力于中甲球队梅州客家，司职中场。

## 俱乐部生涯
杜明洋在北京国安梯队接受足球训练，2012年入选北京国安梯队球员组成的北京青年参加2012年中国足球乙级联赛。他是北京青年的主力中场，在2012赛季北京青年的23场比赛中全部出场，射进3球。2013年1月，杜明洋被北京国安的新任主教练斯塔诺耶维奇提升进入一线队。